# بريتني غرينر
بريتني غرينر (بالإنجليزية: Brittney Griner)‏ مواليد 18 أكتوبر 1990 في هيوستن، هي لاعبة كرة سلة أمريكية. بدأت مسيرتها الاحترافية في سنة 2013. تم اختيارها من قبل فريق فينيكس ميركوري خلال الدرافت. تلعب في دوري الاتحاد الوطني لكرة السلة النسائية كلاعب وسط. يبلغ طولها 6 قدم 9 بوصة (2.1 م). شاركت في دورة الألعاب الأولمبية الصيفية سنة 2016. لعبت كرة السلة الجامعية في جامعة بايلور. فازت بلقب دوري المحترفات.

## الميداليات
| الميدالية | المسابقة                           |
| --------- | ---------------------------------- |
| ذهبية     | الألعاب الأولمبية الصيفية 2016     |
| ذهبية     | كأس العالم لكرة السلة للسيدات 2014 |

## اعتقال في روسيا
في 17 فبراير 2022 ، تم اعتقال غرينر بتهمة التهريب من قبل مسؤولي الجمارك الروس. بدأت محاكمتها في 1 يوليو. في 4 آب حُكم عليها بالسجن تسع سنوات. في 8 كانون الأول، أُطلق سراح غرينر في صفقة تبادل سجناء روسية أميركية التي تضمنت اطلاق سراح الروسي فيكتور بوت.

## روابط خارجية
- بريتني غرينر على موقع الاتحاد الدولي لكرة السلة (الإنجليزية)
- بريتني غرينر على موقع الاتحاد الوطني لكرة السلة النسائية (الإنجليزية)
- بريتني غرينر على موقع كرة السلة الأوروبية.كوم (الإنجليزية)
- بريتني غرينر على موقع كلية كرة السلة في سبورتس رفرنس.كوم (الإنجليزية)
- بريتني غرينر على موقع ريلجم (الإنجليزية)
- بريتني غرينر على موقع بروبوليرز (الإنجليزية)
- بريتني غرينر على موقع سبورتس رفرنس (الإنجليزية)
- بريتني غرينر على موقع سبورتس رفرنس (الإنجليزية)
- بريتني غرينر على موقع اللجنة الأولمبية الدولية (الإنجليزية)
- بريتني غرينر على موقع أوليمبيديا (الإنجليزية)